# Catocala indecorata
Catocala indecorata är en fjärilsart som beskrevs av W. Warren 1913. Catocala indecorata ingår i släktet Catocala och familjen nattflyn. Inga underarter finns listade i Catalogue of Life.